# Мейна
Меїна (італ. Meina, п'єм. Mèina) — муніципалітет в Італії, у регіоні П'ємонт,  провінція Новара.
Меїна розташована на відстані близько 540 км на північний захід від Рима, 105 км на північний схід від Турина, 38 км на північ від Новари.
Населення — 2513 осіб (2014).
Щорічний фестиваль відбувається 20 липня. Покровитель — Santa Margherita.

## Фракції
- Ґевіо
- Сільвера

## Демографія
Населення за роками:

Станом на 1 січня 2023 року в муніципалітеті офіційно проживав 201 іноземець з 35 країн, серед них 51 громадянин країн Євросоюзу та 26 громадян України.

## Сусідні муніципалітети
- Анджера
- Арона
- Колацца
- Інворіо
- Леза
- Неббьюно
- Пізано
- Ранко